# San Marco d’Alunzio
San Marco d’Alunzio település Olaszországban, Szicília régióban, Messina megyében. Lakosainak száma 1778 fő (2023. január 1.). San Marco d’Alunzio Capri Leone, Frazzanò, Longi, Torrenova, Militello Rosmarino és Alcara Li Fusi községekkel határos.

## Népesség
A település lakossága az elmúlt években az alábbi módon változott:
| Lakosok száma | 1957 | 1925 | 1778 |
|               | 2017 | 2018 | 2023 |